# Episodi di Ispettore Dante
La prima e unica stagione della serie televisiva Ispettore Dante (Dante) è andata in onda negli Stati Uniti dal 3 ottobre 1960 al 10 aprile 1961 sulla NBC.
| nº | Titolo originale         | Prima TV USA     | Titolo italiano | Prima TV Italia |
| -- | ------------------------ | ---------------- | --------------- | --------------- |
| 1  | One for the Birds        | 3 ottobre 1960   |                 |                 |
| 2  | Opening Night            | 10 ottobre 1960  |                 |                 |
| 3  | The Feline Traveler      | 17 ottobre 1960  |                 |                 |
| 4  | Dante's Dilemma          | 31 ottobre 1960  |                 |                 |
| 5  | The Misfortune Cookie    | 7 novembre 1960  |                 |                 |
| 6  | San Quentin Quill        | 14 novembre 1960 |                 |                 |
| 7  | The Unclean Green        | 21 novembre 1960 |                 |                 |
| 8  | The Bavarian Barbarians  | 28 novembre 1960 |                 |                 |
| 9  | My Pal, the Bullseye     | 5 dicembre 1960  |                 |                 |
| 10 | The Jolly Roger Cocktail | 19 dicembre 1960 |                 |                 |
| 11 | A Punch from Judy        | 26 dicembre 1960 |                 |                 |
| 12 | Don't Come On'a My House | 2 gennaio 1961   |                 |                 |
| 13 | Wine, Women and Willie   | 9 gennaio 1961   |                 |                 |
| 14 | Dial D for Dante         | 16 gennaio 1961  |                 |                 |
| 15 | The Devil to Pay         | 23 gennaio 1961  |                 |                 |
| 16 | Dante Rides Again        | 30 gennaio 1961  |                 |                 |
| 17 | Dante's Fickle Fate      | 6 febbraio 1961  |                 |                 |
| 18 | Aces and Eights          | 13 febbraio 1961 |                 |                 |
| 19 | Light Lady, Dark Room    | 20 febbraio 1961 |                 |                 |
| 20 | Not as a Canary          | 27 febbraio 1961 |                 |                 |
| 21 | Pick a Peck of Diamonds  | 6 marzo 1961     |                 |                 |
| 22 | Dante in the Dark        | 13 marzo 1961    |                 |                 |
| 23 | Hunter with a Badge      | 20 marzo 1961    |                 |                 |
| 24 | Friendly Assassin        | 27 marzo 1961    |                 |                 |
| 25 | Sesame Key               | 3 aprile 1961    |                 |                 |
| 26 | Around a Dark Corner     | 10 aprile 1961   |                 |                 |

## One for the Birds
- Prima televisiva: 3 ottobre 1960

### Trama
- Guest star: Howard Wendell (dottore Wycoff), Marianne Stewart (Veronica Mizell), Fay Baker (infermiera Barrow), Joanna Barnes (Amy), Lee Erikson (messaggero), Pat McCaffrie (ufficiale Johnson), Will J. White (Ufficiale traffico)

## Opening Night
- Prima televisiva: 10 ottobre 1960

### Trama
- Guest star: Robert F. Simon (Frank Diniakos), Nan Peterson (Suzy), Norman Alden (reporter), Harry Babbitt (portiere), Ralph Gamble (cameriere), Jack Grinnage (reporter), Carol Kent (Redhead), Jack Kruschen (Ben Simon), Jack Mann (reporter), Mort Mills (tenente Robert Malone), Hal Needham (Bill Armstrong), Damian O'Flynn (Mr. Hawkins), Don Orlando (Chef), Angela Stevens (Mrs. Hawkins)

## The Feline Traveler
- Prima televisiva: 17 ottobre 1960

### Trama
- Guest star: Joseph Ruskin (Smitty), Tommy Nello (Lester Kling), Art Lewis (Luigi), Jackie Loughery (Emily), Arthur Lovejoy (portiere), Gregg Martell (Chopper), Patricia Medina (Lulu), Jerry Wayne (Mason)

## Dante's Dilemma
- Prima televisiva: 31 ottobre 1960

### Trama
- Guest star: Ralph Gary (Leon), Jimmy Cross (Eddie), Maureen Leeds (Merrilee Royce), William Hudson (Kingsley Royce III), Richard Hale (Brian Royce), Roxanne Arlen (Polly McManus), Robert F. Hoy (Ralph), Robert Nash (Harvey Lester), Isabel Withers (infermiera Hawkins), Mark Tapscott (Turnkey)

## The Misfortune Cookie
- Prima televisiva: 7 novembre 1960

### Trama
- Guest star: James Shen (Quan), James Nolan (ispettore Ryan), Jim Bannon (uomo), Peter Chong (Fred), Mary Jane Croft (Alma Jenks), Barbara Hines (ragazza), Charles Horvath (Jojo), John Logan (Hoag), Arthur Lovejoy (Max), Lisa Lu (Mai-Ling), Mario Siletti (Lavelli)

## San Quentin Quill
- Prima televisiva: 14 novembre 1960

### Trama
- Guest star: Allison Hayes (Margo Rainwater), Carolyn Kearney, Marc Platt (sergente)

## The Unclean Green
- Prima televisiva: 21 novembre 1960

### Trama
- Guest star: Larry Perron (Jimmy Marks), Nolan Leary (Jackson Polk), Arthur Batanides (tenente della polizia Farrow), Stanley Becker (Little Arnie), John Cliff (Vic Clover), Dolores Donlon (Angela), Alvin Greenman (Ned), Vance Howard (impiegato), Ted Stanhope (Clarence Reed)

## The Bavarian Barbarians
- Prima televisiva: 28 novembre 1960

### Trama
- Guest star: Marc Platt (tenente), Narda Onyx (principessa Stephanie), John Banner (barone Van Zenger), Leonard Bremen (uomo), Paul Grant (tecnico), Michael Masters (Leo), Carol Ohmart (Nora McKay), Olan Soule (Meyerhoff)

## My Pal, the Bullseye
- Prima televisiva: 5 dicembre 1960

### Trama
- Guest star: Joan Marshall (Samantha Lee), Kay E. Kuter (Emporer), John Anderson (Harrigan), Richard Harrison (Ladislaus Kowalski), Joyce Jameson (Priscilla Standish), Byron Morrow (Oglesby)

## The Jolly Roger Cocktail
- Prima televisiva: 19 dicembre 1960

### Trama
- Guest star: Edward Platt (Paul Horgan), Kenneth Patterson (Benson), Gail Bonney (vecchia cameriera), Chana Eden (Mademoiselle), Andrea King (Crystal), Jana Lund (ragazza), Shirley Mitchell (infermiera), William Schallert (Earl Fenner)

## A Punch from Judy
- Prima televisiva: 26 dicembre 1960

### Trama
- Guest star: Jack McCall (Max), Tony Dante (cliente), Joan Tabor (Judy Blake), Ray Montgomery (Russ Davis), Ted de Corsia (Casey), Chris Alcaide (Nick Steele), Jackie Russell (Alice)

## Don't Come On'a My House
- Prima televisiva: 2 gennaio 1961

### Trama
- Guest star: Hayden Rorke (Alvin Boyer), Stafford Repp (John Lloyd), Lillian Bronson (Martha Ross), Audrey Dalton (Hazel Kennicut), Joseph Mell (Jerry), Fred Sherman (Tom)

## Wine, Women and Willie
- Prima televisiva: 9 gennaio 1961

### Trama
- Guest star: Robert Strauss (Eddie Wayne), Jacqueline Scott (Helen Rogers), George Baxter (Parmalee), David Casabian (meccanico), Barbara Hines (Selma), Karl Lucas (Roscoe), Dell-Fin Thursday (Tondelayo)

## Dial D for Dante
- Prima televisiva: 16 gennaio 1961

### Trama
- Guest star: Herman Rudin (fattorino), Nelson Olmsted (Carl Bricker), James Nolan (ispettore Roper), Michael Fox (Joe Conway), Harry Jackson (marito), Lori Nelson (Cynthia Rogers), Jan Shepard (moglie)

## The Devil to Pay
- Prima televisiva: 23 gennaio 1961

### Trama
- Guest star: Frank Sully (Pop), Joseph Ruskin (Vince Mandell), James Nolan (ispettore Roper), Shirley Ballard (Kelly), John Daheim (Roy Larkin), Barbara English (ragazza), Jack Lambert (Nick), Tracey Roberts (Edie Horn), Frankie Van (arbitro)

## Dante Rides Again
- Prima televisiva: 30 gennaio 1961

### Trama
- Guest star: Hugh Sanders (sergente Rennick), Myron Healey (Johnny Poco), Antony Carbone (Chick Loomis), Cindy Girard (ragazza), Nita Talbot (Lily)

## Dante's Fickle Fate
- Prima televisiva: 6 febbraio 1961

### Trama
- Guest star: Hans Moebus (Chauffeur), Theodore Marcuse (Oliver), James Nolan (ispettore Roper), Harry Harvey (Little Man), Ruta Lee (Peggy Braddock), Murvyn Vye (Steve Braddock)

## Aces and Eights
- Prima televisiva: 13 febbraio 1961

### Trama
- Guest star: Dennis Patrick (Stacey Munford), Dick Foran (Vance Mitchell), Richard Bartell (Fogarty), Ann Robinson (Stella)

## Light Lady, Dark Room
- Prima televisiva: 20 febbraio 1961

### Trama
- Guest star: Kathleen Hughes (Sara), Arthur Hanson (Gregg), Jean Carson (Ginny Kane), Tina Carver (Blonde), Bill Chadney (Art), Maurice Dallimore (Brigadier Tunstall), Christopher Dark (Marc Vantell), Norma Varden (Harriet Tunstall)

## Not as a Canary
- Prima televisiva: 27 febbraio 1961

### Trama
- Guest star: Alex Sharp (Cox), Arvid Nelson (Monte Miller), John Beradino (Phil Diamond), Lewis Charles (uomo), Pamela Duncan (Molly), Adele Mara (Julie), Lewis Martin (nonno), Jerry Wayne (Dominick Miro)

## Pick a Peck of Diamonds
- Prima televisiva: 6 marzo 1961

### Trama
- Guest star: Howard Vann (Tom Evans), Bek Nelson (Cara Chandler), Elaine Devry (Erika), Wilton Graff (Jay Morton), Howard Ledig (sergente di polizia), Ben Wright (Mullins)

## Dante in the Dark
- Prima televisiva: 13 marzo 1961

### Trama
- Guest star: Chuck Roberson (Tate), Troy Melton (Harry Wilmot), Bert Freed (detective Sgt. Pickard), Philip C. Harvey (Joe Randall), Marion Ross (Meg Landry)

## Hunter with a Badge
- Prima televisiva: 20 marzo 1961

### Trama
- Guest star: Morgan Jones (Bruce Lloyd), Eddie Firestone (Beansy), King Calder (tenente Hildebrande), Richard Crane (Gary Cochran), Ray Daley (Don Maddern), Charles McGraw (Frank Maddern)

## Friendly Assassin
- Prima televisiva: 27 marzo 1961

### Trama
- Guest star: Karen Steele (Nina), Ric Marlow (Johnny), James Nolan (ispettore Roper), Leonard Strong (Pietro Luna)

## Sesame Key
- Prima televisiva: 3 aprile 1961

### Trama
- Guest star: Tyler McVey (tenente Bracken), Byron Morrow (Martin Johnson), Joan Marshall (Sandra West), Nora Hayden (Gale Meadows), Robert F. Hoy (Lance Hogarth), Dick Ryan (soprintendente)

## Around a Dark Corner
- Prima televisiva: 10 aprile 1961

### Trama
- Guest star: Diana Millay (Marcy Collins), Ronald Long (Montenegro), James Nolan (ispettore Roper), Paul Fix (Ramsey Collins), Arvid Nelson (Mitch)